# Mélisende d'Arsouf
Mélisende d'Arsouf, ou Mélisende d'Arsur, née avant 1177 et morte après 1218, est une dame noble du royaume de Jérusalem. Elle est la fille de Guy d'Arsouf, seigneur d'Arsouf, et de son épouse, dont l'identité est inconnue.
À la mort de son père, son frère Jean II d'Arsouf hérite de la seigneurie. Mais quand il meurt à son tour sans enfant, Mélisende devient la nouvelle dame d'Arsouf de suo jure.
Elle épouse en premières noces Thierry d'Orca, avec qui elle a sept filles, toutes mortes en bas âge.
Devenue veuve en 1207, elle épouse en secondes noces en 1209 Jean d'Ibelin, surnommé Le Vieux Seigneur de Beyrouth, ancien régent et connétable du royaume de Jérusalem. Par ce mariage, Jean d'Ibelin devient seigneur d'Arsouf de jure uxoris et augmente ainsi ses possessions. Après la reconstruction de la ville qui avait été détruite par les forces de Saladin lors de la conquête du royaume de Jérusalem, Jean d'Ibelin fait également construire un magnifique palais. De ce mariage naissent sept enfants :
- Balian d'Ibelin (mort en 1247), qui devient seigneur de Beyrouth ;
- Jean d'Ibelin (mort en 1258), qui devient seigneur d'Arsouf et connétable de Jérusalem ;
- Raoul d’Ibelin, cité par Aubry de Trois-Fontaines ;
- Hugues d'Ibelin (mort en 1238), cité par Guillaume de Tyr ;
- Baudouin d'Ibelin (mort en 1266), qui devient sénéchal de Chypre ;
- Guy d'Ibelin (mort après 1255), qui devient connétable de Chypre ;
- Isabelle d'Ibelin, qui devient moniale.

La date de sa mort est inconnue mais elle semble être vivante au moins jusqu'en 1218.